# جایزه اسکار بهترین فیلم پویانمایی
جایزه اسکار بهترین فیلم پویانمایی یک جایزه اسکار است که هرساله از سوی آکادمی علوم و هنرهای سینما به بهترین فیلم بلند پویانمایی داده می‌شود. یک فیلم بلند پویانمایی از نظر آکادمی به فیلمی گفته می‌شود که مدت زمان آن بیش از ۴۰ دقیقه باشد، اجرای شخصیت‌های آن با استفاده از تکنیک فریم‌به‌فریم ساخته شده باشد، تعداد قابل‌توجهی از شخصیت‌های اصلی آن پویانمایی باشند، و حداقل ۷۵ درصد از مدت زمان فیلم شامل پویانمایی باشد. جایزه اسکار بهترین فیلم بلند پویانمایی برای نخستین بار در سال ۲۰۰۲ به فیلم‌هایی که در سال ۲۰۰۱ منتشر شده بودند، اهدا شد.

## تاریخچه
در بخش زیادی از تاریخ جوایز اسکار، ای‌ام‌پی‌ای‌اس در برابر ایده‌ اختصاص یک جایزه‌ منظم برای فیلم‌های بلند پویانمایی مقاومت می‌کرد، زیرا معتقد بود که تعداد این آثار آن‌قدر کم است که نیازی به چنین جایزه‌ای وجود ندارد. در عوض، آکادمی گاهی جوایز ویژه‌ای را برای تولیدات استثنایی، معمولاً برای والت دیزنی پیکچرز، اهدا می‌کرد. از جمله، در سال ۱۹۳۸ جایزه‌ ویژه‌ای به سفیدبرفی و هفت کوتوله تعلق گرفت. همچنین، جایزه‌ دستاورد ویژه اسکار به فیلم‌های ترکیبی لایو اکشن/پویانمایی مانند چه کسی برای راجر ربیت پاپوش دوخت؟ در سال ۱۹۸۹ و داستان اسباب‌بازی در سال ۱۹۹۶ اهدا شد. در واقع، پیش از ایجاد جایزه‌ بهترین فیلم بلند پویانمایی، تنها یک فیلم پویانمایی نامزد جایزه‌ بهترین فیلم شده بود: دیو و دلبر محصول سال ۱۹۹۱، که آن هم متعلق به دیزنی بود.
تا سال ۲۰۰۱، ظهور رقبای پایدار برای دیزنی در بازار فیلم‌های بلند پویانمایی، مانند دریم‌ورکس انیمیشن (تأسیس شده توسط مدیر سابق دیزنی جفری کاتزنبرگ) منجر به افزایش تعداد فیلم‌های پویانمایی منتشرشده به حدی شد که ای‌ام‌پی‌ای‌اس تصمیم گرفت این موضوع را دوباره بررسی کند. جایزه‌ اسکار بهترین فیلم بلند پویانمایی برای اولین بار در هفتاد و چهارمین دوره جوایز اسکار در ۲۴ مارس ۲۰۰۲ اهدا شد. آکادمی در ابتدا قانونی وضع کرد که بر اساس آن، این جایزه در سالی که کمتر از هشت فیلم واجد شرایط در سینماها اکران شده باشند، اهدا نخواهد شد. اما در ۲۳ آوریل ۲۰۱۹، این قانون را حذف کرد تا فرآیند رأی‌گیری برای فیلم‌های پویانمایی عادلانه‌تر شود. افراد فعال در صنعت پویانمایی و همچنین طرفداران این حوزه، امیدوار بودند که اعتبار این جایزه و تأثیر آن بر فروش گیشه، باعث افزایش تولید فیلم‌های بلند پویانمایی شود.
در سال ۲۰۰۹، زمانی که تعداد نامزدهای بخش بهترین فیلم به ۱۰ عنوان افزایش یافت، بالا در هشتاد و دومین دوره جوایز اسکار هم در بخش بهترین فیلم و هم در بهترین فیلم بلند پویانمایی نامزد شد. این نخستین باری بود که یک فیلم پویانمایی از زمان ایجاد این بخش، در هر دو دسته نامزد می‌شد. این موفقیت در سال بعد توسط داستان اسباب‌بازی ۳ تکرار شد. از سال ۲۰۱۰ به بعد، با افزایش رقابت در بخش بهترین فیلم بلند پویانمایی، استودیوی پیکسار (که همواره یکی از نامزدهای اصلی بود) به دلیل واکنش‌های منتقدانه‌ متنوع‌تر و فروش کمتر در گیشه، برای چند فیلم اخیر خود نامزدی دریافت نکرد. در همین حال، دیزنی انیمیشن، استودیوی خواهر پیکسار، موفق شد سه جایزه‌ نخست خود را کسب کند، اما این موفقیت نیز تحت تأثیر رقابت فزاینده با استودیوهای پویانمایی مستقل و تحسین‌شده‌ای بود که خارج از مجموعه دیزنی فعالیت می‌کردند.
در همان سال، آکادمی قانون جدیدی را در مورد تکنیک ضبط حرکت که در فیلم‌هایی مانند سرود کریسمس و ماجراهای تن‌تن، به کارگردانی رابرت زمکیس و استیون اسپیلبرگ برندگان جایزه اسکار بهترین کارگردانی به کار رفته بود و احتمال عدم واجد شرایط بودن این آثار در بخش بهترین فیلم بلند پویانمایی در آینده، تصویب کرد. این قانون جدید به این صورت تعریف شد: «یک فیلم بلند پویانمایی اثری است که مدت‌زمان آن بیش از ۴۰ دقیقه باشد و در آن، حرکت و اجرای شخصیت‌ها با استفاده از تکنیک فریم‌به‌فریم ساخته شده باشد. ضبط حرکت به‌تنهایی یک تکنیک پویانمایی محسوب نمی‌شود. علاوه بر این، تعداد قابل توجهی از شخصیت‌های اصلی باید پویانمایی باشند و حداقل ۷۵ درصد از مدت‌زمان فیلم شامل پویانمایی باشد.» به نظر می‌رسد این قانون برای جلوگیری از نامزد شدن فیلم‌های لایو اکشنی که به‌شدت به تکنیک ضبط حرکت متکی هستند، مانند آواتار، وضع شده باشد.
در سال ۲۰۲۲، مشخص نبود که آیا مارسل، صدف کفش به پا واجد شرایط رقابت در نود و پنجمین دوره جوایز اسکار خواهد بود یا خیر، زیرا این اثر ترکیبی از لایو اکشن و استاپ‌موشن بود. دین فلیشر کمپ، کارگردان فیلم، اظهار داشت که او و استودیوی ای۲۴ مجبور شدند مدارکی ارائه دهند تا ثابت کنند که فیلم به‌اندازه کافی پویانمایی دارد تا حداقل معیارهای این جایزه را برآورده کند. در نهایت، ای‌ام‌پی‌ای‌اس این فیلم را واجد شرایط بخش بهترین فیلم بلند پویانمایی دانست و آن را در این دسته نامزد کرد.
جریان نیز با ثبت یک رکورد تاریخی، به اولین فیلم مستقل تبدیل شد که برنده جایزه اسکار بهترین فیلم بلند پویانمایی می‌شود. همچنین، این نخستین باری بود که یک فیلم غیردیزنی توانست سه سال متوالی این جایزه را از آن خود کند.

## فهرست برندگان و نامزدها

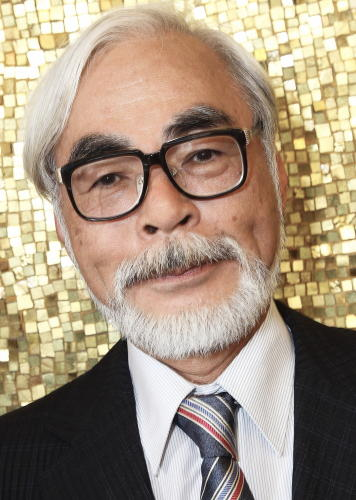
هایائو میازاکی برندهٔ سال ۲۰۰۲ و ۲۰۲۳ برای شهر اشباح و پسرک و مرغ ماهی خوار.

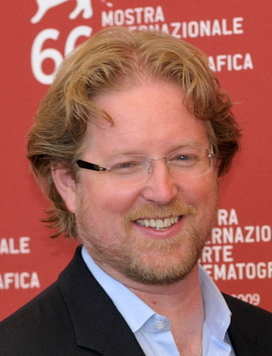
اندرو استنتون برندهٔ سال ۲۰۰۳ برای در جستجوی نمو و دوباره در ۲۰۰۸ برای وال-ئی.

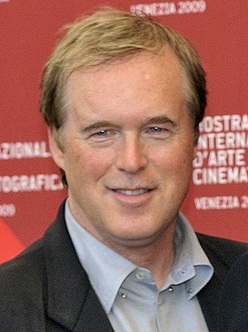
برد برد برندهٔ سال ۲۰۰۴ برای شگفت‌انگیزان و دوباره در ۲۰۰۷ برای راتاتویی.

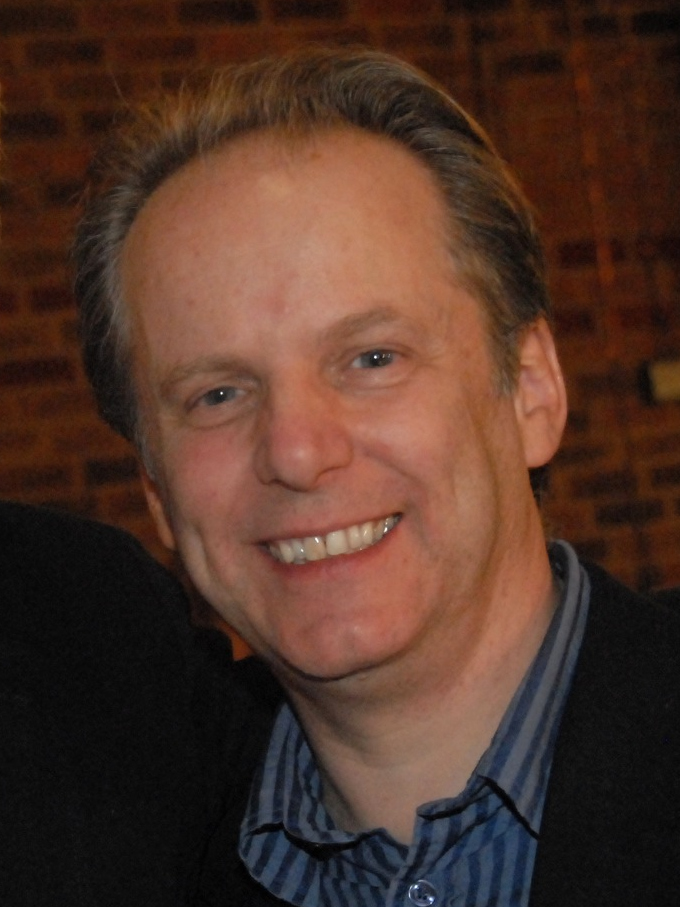
نیک پارک برندهٔ سال ۲۰۰۵ برای والاس و گرومیت: نفرین موجود خرگوش‌نما.

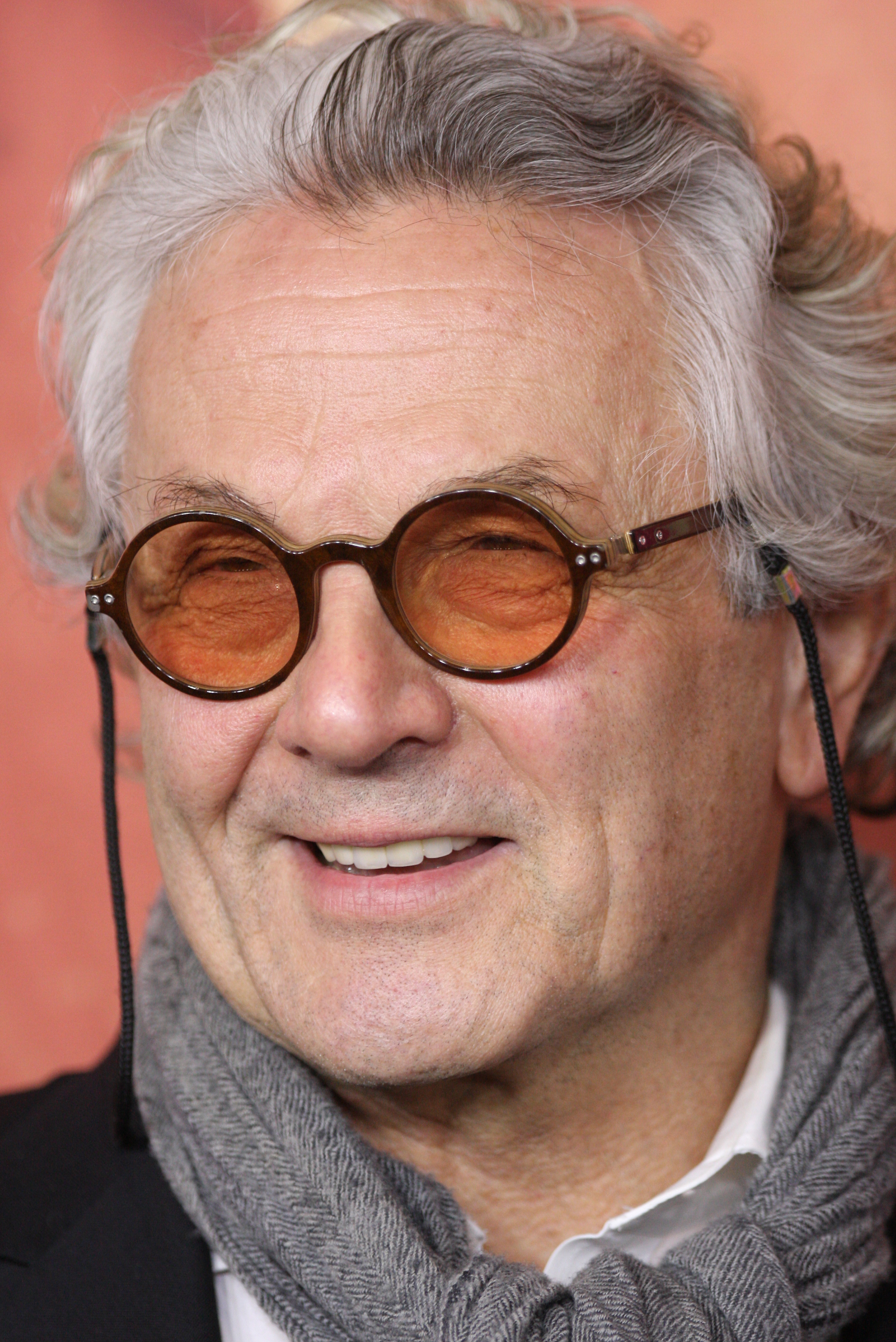
جرج میلر برندهٔ سال ۲۰۰۶ برای خوش‌قدم (انیمیشن).

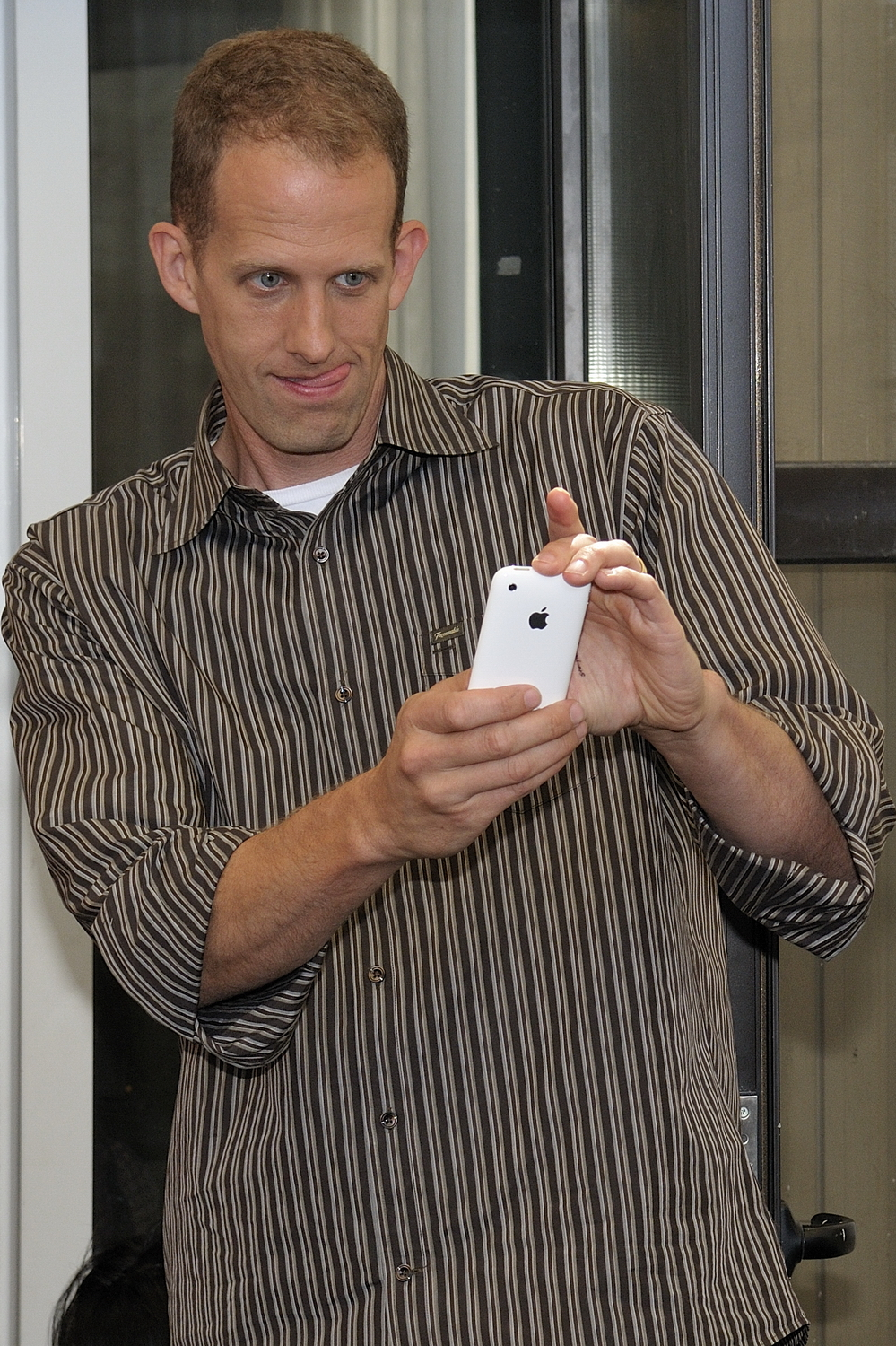
پیت داکتر رکورد بیشترین جوایز اسکار را با سه فیلم در اختیار دارد. بالا از ۲۰۰۹، درون و بیرون از ۲۰۱۵ و روح از ۲۰۲۰.

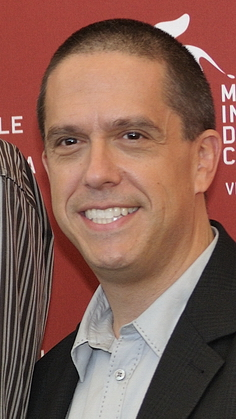
لی آنکریچ برندهٔ سال ۲۰۱۰ برای داستان اسباب‌بازی ۳ و دوباره در ۲۰۱۷ برای کوکو.

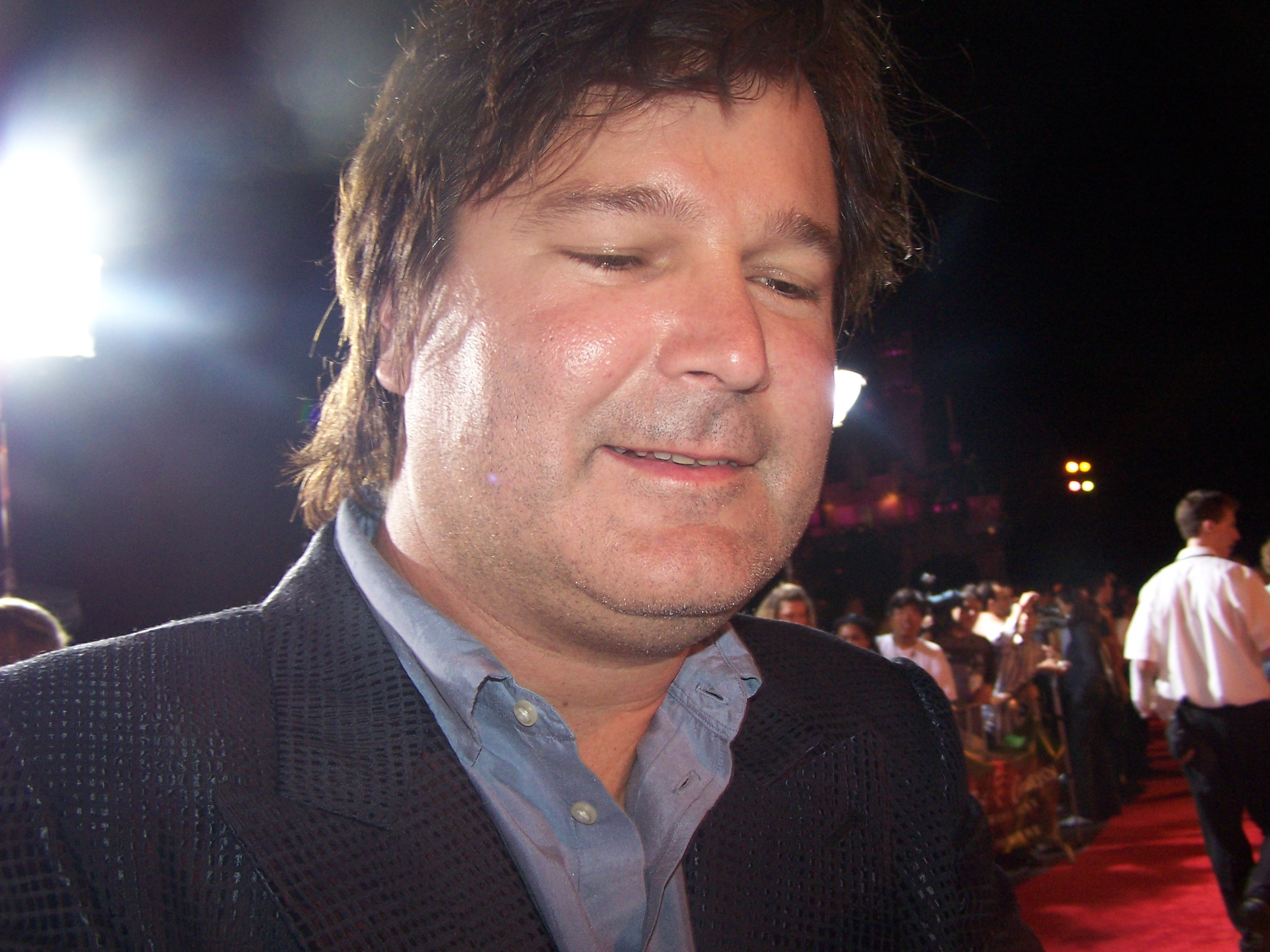
گور وربینسکی برندهٔ سال ۲۰۱۱ برای رنگو.

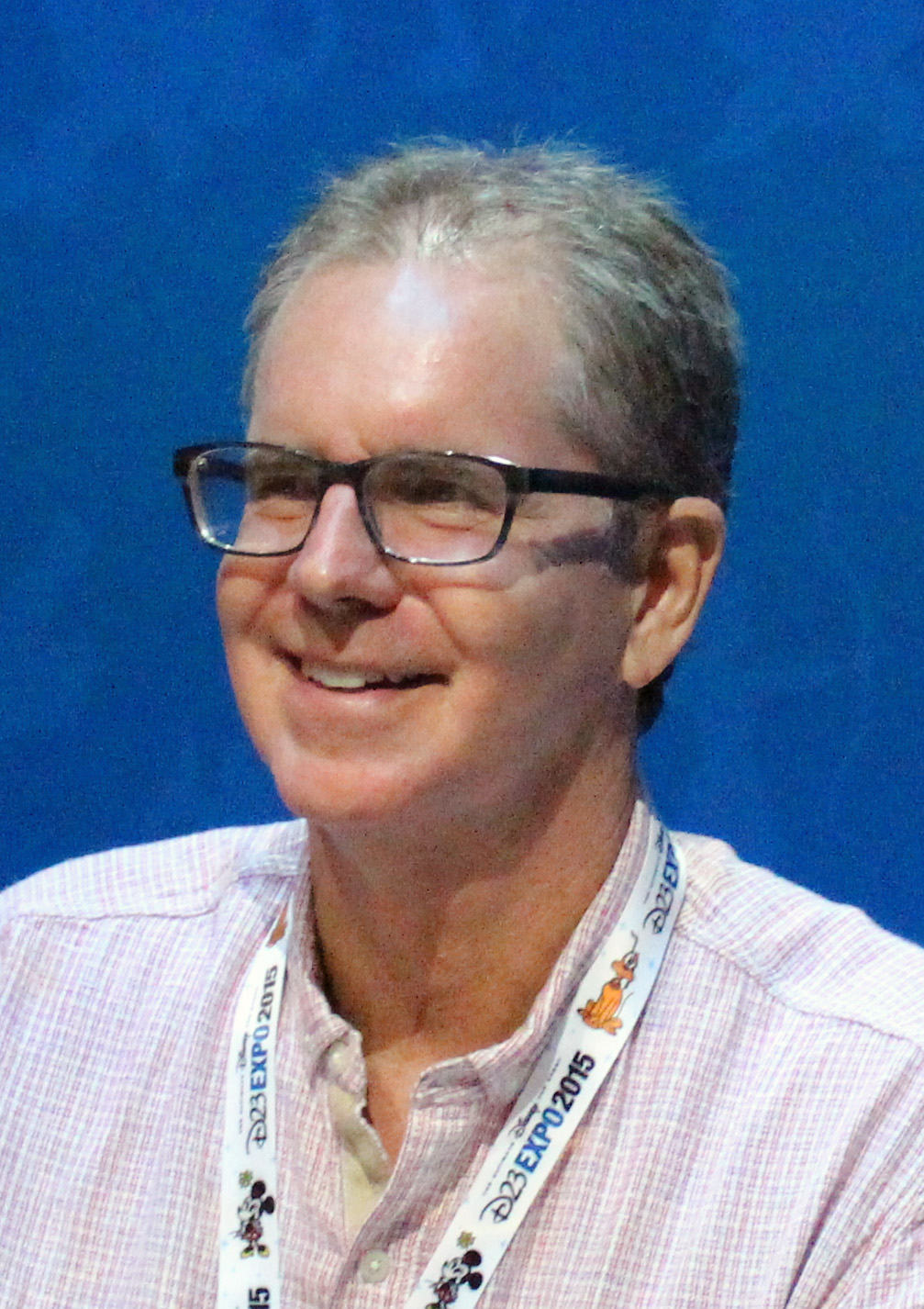
کریس باک برندهٔ سال ۲۰۱۳ برای یخ‌زده.

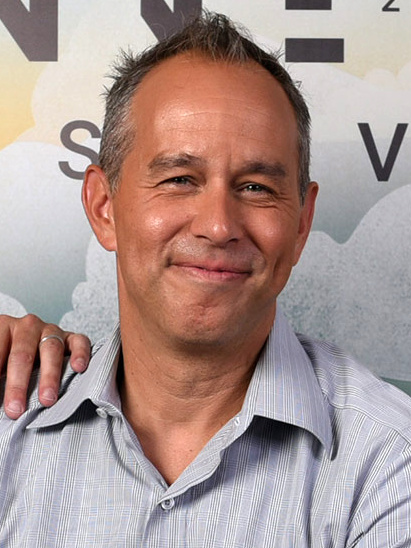
جوناس ریورا برندهٔ سال ۲۰۱۵ برای درون و بیرون و دوباره در ۲۰۱۹ برای داستان اسباب‌بازی ۴.

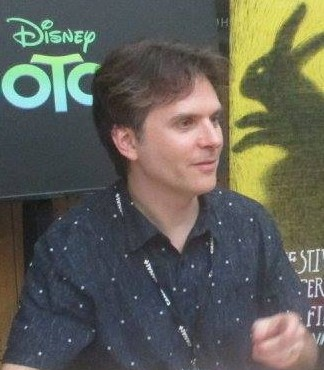
بایرون هاوارد برندهٔ سال ۲۰۱۶ برای زوتوپیا.

### دههٔ ۲۰۰۰
| سال                                  | فیلم                         | نامزدها |
| ------------------------------------ | ---------------------------- | ------- |
| ۲۰۰۱ (۷۴امین)                        |                              |         |
| شرک                                  | آرون وارنر                   |         |
| جیمی نوترون: پسر نابغه               | استیو اودکرک و جان ای. دیویس |         |
| شرکت هیولاها                         | پیت داکتر و جان لستر         |         |
| ۲۰۰۲ (۷۵امین)                        |                              |         |
| شهر اشباح                            | هایائو میازاکی               |         |
| عصر یخبندان                          | کریس وج                      |         |
| لیلو و استیچ                         | کریس سندرز                   |         |
| اسپیریت: اسب سیمارون                 | جفری کاتزنبرگ                |         |
| سیاره گنج                            | ران کلمنتس                   |         |
| ۲۰۰۳ (۷۶امین)                        |                              |         |
| در جستجوی نمو                        | اندرو استنتون                |         |
| برادر خرس                            | آرون بلیز و رابرت واکر       |         |
| سه‌قلوهای بلویل                       | سیلوین شومه                  |         |
| ۲۰۰۴ (۷۷امین)                        |                              |         |
| شگفت‌انگیزان                          | برد برد                      |         |
| داستان کوسه                          | بیل داماشکه                  |         |
| شرک ۲                                | اندرو آدامسون                |         |
| ۲۰۰۵ (۷۸امین)                        |                              |         |
| والاس و گرومیت: نفرین موجود خرگوش‌نما | نیک پارک و استیو باکس        |         |
| قلعه متحرک هاول                      | هایائو میازاکی               |         |
| عروس مرده                            | مایک جانسون و تیم برتون      |         |
| ۲۰۰۶ (۷۹امین)                        |                              |         |
| خوش‌قدم                               | جرج میلر                     |         |
| ماشین‌ها                              | جان لستر                     |         |
| خانه هیولا                           | گیل کنان                     |         |
| ۲۰۰۷ (۸۰امین)                        |                              |         |
| راتاتویی                             | برد برد                      |         |
| پرسپولیس                             | مرجان ساتراپی و ونسان پارونو |         |
| موج‌سواری                             | اش برانون و کریس باک         |         |
| ۲۰۰۸ (۸۱امین)                        |                              |         |
| وال-ئی                               | اندرو استنتون                |         |
| تیزپا                                | کریس ویلیامز و بایرون هاوارد |         |
| پاندای کونگ‌فوکار                     | جان استیونسن و مارک آزبرن    |         |
| ۲۰۰۹ (۸۲امین)                        |                              |         |
| بالا                                 | پیت داکتر                    |         |
| کورالاین                             | هنری سیلیک                   |         |
| آقای فاکس شگفت‌انگیز                  | وس اندرسن                    |         |
| شاهدخت و قورباغه                     | جان ماسکر و ران کلمنتس       |         |
| راز کلز                              | تام مور                      |         |

### دهه ۲۰۱۰
| سال                                         | فیلم                                                         | نامزدها |
| ------------------------------------------- | ------------------------------------------------------------ | ------- |
| ۲۰۱۰ (۸۳امین)                               |                                                              |         |
| داستان اسباب‌بازی ۳                          | لی آنکریچ                                                    |         |
| چگونه اژدهای خود را تربیت کنیم              | کریس سندرز و دین دبلوا                                       |         |
| تردستی                                      | سیلوین شومه                                                  |         |
| ۲۰۱۱ (۸۴امین)                               |                                                              |         |
| رنگو                                        | گور وربینسکی                                                 |         |
| یک گربه در پاریس                            | آلن گانول و ژان لوپ فلیسولی                                  |         |
| چیکو و ریتا                                 | فرناندو تروئبا و خاویر ماریسکال                              |         |
| پاندای کونگ‌فوکار ۲                          | جنیفر یو نلسون                                               |         |
| گربه چکمه‌پوش                                | کریس میلر                                                    |         |
| ۲۰۱۲ (۸۵امین)                               |                                                              |         |
| دلیر                                        | مارک اندروز و برندا چپمن                                     |         |
| فرنکن‌وینی                                   | تیم برتون                                                    |         |
| پارانورمن                                   | سم فل و کریس باتلر                                           |         |
| دزدان دریایی! گروهی از ناجورها              | پیتر لرد                                                     |         |
| رالف خرابکار                                | ریچ مور                                                      |         |
| ۲۰۱۳ (۸۶امین)                               |                                                              |         |
| یخ‌زده                                       | کریس باک، جنیفر لی و پیتر دل وچو                             |         |
| غارنشین‌ها                                   | کریس سندرز، کیرک دمیکو و کریستین بلسون                       |         |
| من نفرت‌انگیز ۲                              | کریس رناد، پی‌یر کافین و کریس ملداندری                        |         |
| ارنست و سلستین                              | بنجامین رنر و دیدیه برونر                                    |         |
| باد برمی‌خیزد                                | هایائو میازاکی و توشیو سوزوکی                                |         |
| ۲۰۱۴ (۸۷امین)                               |                                                              |         |
| شش قهرمان بزرگ                              | دان هال، کریس ویلیامز و روی کنلی                             |         |
| غول‌های پاکتی                                | آنتونی استاکی، گراهام آنبل و تراویس نایت                     |         |
| چگونه اژدهای خود را تربیت کنیم ۲            | دین دبلوا و بونی آرنولد                                      |         |
| ترانه دریا                                  | تام مور و پل یانگ                                            |         |
| افسانه شاهدخت کاگویا                        | ایسائو تاکاهاتا و یوشیاکی نیشیمورا                           |         |
| ۲۰۱۵ (۸۸امین)                               |                                                              |         |
| درون و بیرون                                | پیت داکتر و جوناس ریورا                                      |         |
| انومالیسا                                   | چارلی کافمن، دوک جانسون و رزا تران                           |         |
| پسر و دنیا                                  | آل ابرو                                                      |         |
| شان گوسفنده                                 | مارک برتون و ریچارد استارزاک                                 |         |
| وقتی مارنی آنجا بود                         | هیروماسا یونه‌بایاشی و یوشیاکی نیشیمورا                       |         |
| ۲۰۱۶ (۸۹امین)                               |                                                              |         |
| زوتوپیا                                     | بایرون هاوارد، ریچ مور و کلارک اسپنسر                        |         |
| کوبو و دو تار                               | تراویس نایت و آریان ساتنر                                    |         |
| موانا                                       | جان ماسکر، ران کلمنتس و اسنات شورر                           |         |
| زندگی من به عنوان یک کدو                    | کلود باراس و ماکس کارلی                                      |         |
| لاک‌پشت قرمز                                 | مایکل دودوک دی ویت و توشیو سوزوکی                            |         |
| ۲۰۱۷ (۹۰امین)                               |                                                              |         |
| کوکو                                        | لی آنکریچ و دارلا کی. اندرسون                                |         |
| بچه رئیس                                    | تام مک‌گراث و رمزی نایتو                                      |         |
| نان‌آور                                      | نورا توومی و آنتونی لئو                                      |         |
| فردیناند                                    | کارلوز سالدانیا و لری فورته                                  |         |
| وینسنت بامحبت                               | دوروتا کوبیلا، هیو ولچمن و ایوان مکتاگارت                    |         |
| ۲۰۱۸ (۹۱امین)                               |                                                              |         |
| مرد عنکبوتی: به درون دنیای عنکبوتی          | باب پرسیچتی، پیتر رمزی، رادنی روتمن، فیل لرد و کریستوفر میلر |         |
| شگفت‌انگیزان ۲                               | برد برد، جان واکر و نیکول پارادیس گریندل                     |         |
| جزیره سگ‌ها                                  | وس اندرسن، اسکات رودین، استیون ام. رالس و جرمی داوسون        |         |
| میرای                                       | مامورو هوسودا و یویچیرا سایتی                                |         |
| رالف اینترنت را خراب می‌کند                  | ریچ مور، فیل جانستون و کلارک اسپنسر                          |         |
| ۲۰۱۹ (۹۲امین)                               |                                                              |         |
| داستان اسباب‌بازی ۴                          | جاش کولی، مارک نیلسن و جوناس ریورا                           |         |
| چگونه اژدهای خود را تربیت کنیم: دنیای پنهان | دین دبلوا، بردفورد لوئیس و بونی آرنولد                       |         |
| بدنم را گم کردم                             | جرمی کلاپین و مارک دو پونتاویس                               |         |
| کلاوس                                       | سرخیو پابلوس، جینکو گوتوو ماریسا رومان                       |         |
| حلقه گمشده                                  | کریس باتلر، آریان ساتنر و تراویس نایت                        |         |

### دهه ۲۰۲۰
| سال           | فیلم                               | نامزدها                                                                                | منبع   |
| ------------- | ---------------------------------- | -------------------------------------------------------------------------------------- | ------ |
| ۲۰۲۰ (۹۳امین) | روح                                | پیت داکتر و دانا موری                                                                  | [ ۴۴ ] |
| ۲۰۲۰ (۹۳امین) | به پیش                             | دن اسکنلون و کوری را                                                                   | [ ۴۴ ] |
| ۲۰۲۰ (۹۳امین) | روی ماه                            | گلن کین، پیلین چو و جنی ریم                                                            | [ ۴۴ ] |
| ۲۰۲۰ (۹۳امین) | شان گوسفنده: فارماگدون             | ویل بچر، پل کیولی و ریچارد فیلان                                                       | [ ۴۴ ] |
| ۲۰۲۰ (۹۳امین) | ولف واکرز                          | تام مور، استیون رولانتس، راس استوارت و پل یانگ                                         | [ ۴۴ ] |
| ۲۰۲۱ (۹۴امین) | افسون                              | جرد بوش، بایرون هاوارد، ایوت مرینو و کلارک اسپنسر                                      | [ ۴۵ ] |
| ۲۰۲۱ (۹۴امین) | فرار                               | شارلوت د لا گورنری، مونیکا هلستروم، جوناس پوهر راسموسن و سیگنه بیرج سورنسن             | [ ۴۵ ] |
| ۲۰۲۱ (۹۴امین) | لوکا                               | انریکو کازاروزا و آندریا وارن                                                          | [ ۴۵ ] |
| ۲۰۲۱ (۹۴امین) | میچل‌ها در برابر ماشین‌ها            | مارک ریاندا، کورت آلبرچت، فیل لرد و کریستوفر میلر                                      | [ ۴۵ ] |
| ۲۰۲۱ (۹۴امین) | رایا و آخرین اژدها                 | پیتر دل وچو، کارلوس لوپز استرادا، دان هال و آرنت شورر                                  | [ ۴۵ ] |
| ۲۰۲۲ (۹۵امین) | پینوکیوی گیرمو دل تورو             | گیرمو دل تورو، مارک گوستافسون، الکس بولکلی و گری اونگار                                | [ ۴۶ ] |
| ۲۰۲۲ (۹۵امین) | مارسل، صدف کفش به پا               | دین فلیشر کمپ، اندرو گلدمن، الیزابت هولم، کارولین کاپلان و پل میزی                     | [ ۴۶ ] |
| ۲۰۲۲ (۹۵امین) | گربه چکمه‌پوش: آخرین آرزو           | جوئل کرافورد و مارک سوئیفت                                                             | [ ۴۶ ] |
| ۲۰۲۲ (۹۵امین) | هیولای دریا                        | کریس ویلیامز و جد اشلانگر                                                              | [ ۴۶ ] |
| ۲۰۲۲ (۹۵امین) | قرمز شدن                           | لیندزی کالینز و دومی شی                                                                | [ ۴۶ ] |
| ۲۰۲۳ (۹۶امین) | پسرک و مرغ ماهی‌خوار                | هایائو میازاکی و توشیو سوزوکی                                                          | [ ۴۷ ] |
| ۲۰۲۳ (۹۶امین) | المنتال                            | پیتر سوهن و دنیز ریم                                                                   | [ ۴۷ ] |
| ۲۰۲۳ (۹۶امین) | نیمونا                             | نیک برونو، تروی کوان، کارن رایان و جولی زکری                                           | [ ۴۷ ] |
| ۲۰۲۳ (۹۶امین) | رویاهای ربات                       | پابلو برگر، ایبون کورمنزانا، ایگناسی استاپه و ساندرا تاپیا دیاز                        | [ ۴۷ ] |
| ۲۰۲۳ (۹۶امین) | مرد عنکبوتی: در میان دنیای عنکبوتی | جواکیم دوس سانتوس، کمپ پاورز، جاستین کی. تامپسون، فیل لرد، کریستوفر میلر و ایمی پاسکال | [ ۴۷ ] |
| ۲۰۲۴ (۹۷امین) | جریان                              | گینتز زیلبالودیس، ماتیس کازا، رون داینزو گریگوری زالکمن                                | [ ۴۸ ] |
| ۲۰۲۴ (۹۷امین) | درون و بیرون ۲                     | کلسی مان و مارک نیلسن                                                                  | [ ۴۸ ] |
| ۲۰۲۴ (۹۷امین) | خاطرات یک حلزون                    | آدام الیوت و لیز کرنی                                                                  | [ ۴۸ ] |
| ۲۰۲۴ (۹۷امین) | والاس و گرومیت: انتقام پرندگان     | نیک پارک، مرلین کراسینگهام و ریچارد بیک                                                | [ ۴۸ ] |
| ۲۰۲۴ (۹۷امین) | ربات وحشی                          | کریس سندرز و جف هرمان                                                                  | [ ۴۸ ] |

## تولیدکننده
| استودیو           | برنده‌ها | نامزدها | فیلم‌ها |
| ----------------- | ------- | ------- | --- |
| پیکسار            | ۱۱      | ۱۹      | شرکت هیولاها، در جستجوی نمو، شگفت‌انگیزان، ماشین‌ها، راتاتویی، وال-ئی، بالا، داستان اسباب‌بازی ۳، دلیر، درون و بیرون، کوکو، شگفت‌انگیزان ۲، داستان اسباب‌بازی ۴، به پیش، روح، لوکا، قرمز شدن، المنتال، درون و بیرون ۲                             |
| والت دیزنی        | ۴       | ۱۳      | لیلو و استیچ، سیاره گنج، خرس برادر، تیزپا، شاهدخت و قورباغه، رالف خرابکار، یخ‌زده، شش قهرمان بزرگ، زوتوپیا، موانا، رالف اینترنت را خراب می‌کند، رایا و آخرین اژدها، افسون                                                                      |
| دریم‌ورکس          | ۲       | ۱۴      | شرک، اسپیریت: اسب سیمارون، داستان کوسه، شرک ۲، داستان کوسه، پاندای کونگ‌فوکار، چگونه اژدهای خود را تربیت کنیم، پاندای کونگ‌فوکار ۲، گربه چکمه‌پوش، خانواده کرودها، چگونه اژدهای خود را تربیت کنیم ۲، بچه رئیس، چگونه اژدهای خود را تربیت کنیم ۳ |
| استودیو جیبوری    | ۲       | ۷       | شهر اشباح، قصر متحرک هاول، باد برمی‌خیزد، افسانه شاهدخت کاگویا، وقتی مارنی آنجا بود، لاک‌پشت قرمز |
| آردمن             | ۲       | ۳       | والاس و گرومیت: نفرین موجود خرگوش‌نما، دزدان دریایی! گروهی از ناجورها، شان گوسفند |
| سونی              | ۲       | ۳       | موج‌سواری، دزدان دریایی! گروهی از ناجورها، مرد عنکبوتی: به درون دنیای عنکبوتی |
| نیکلودین          | ۲       | ۲       | جیمی نوترون: پسر نابغه، رنگو |
| استودیو لایکا     | ۰       | ۵       | عروس مرده، کورالاین، پارانورمن، عروسک‌های جعبه‌ای، کوبو و دو تار |
| کارتون سالون      | ۰       | ۳       | راز کلز، ترانه دریا، نان‌آور |
| Les Armateurs     | ۰       | ۲       | سه قلوهای بلیول، ارنست و سلستین |
| بلو اسکای استودیو | ۰       | ۲       | عصر یخبندان، فردیناند |
| وس اندرسن         | ۰       | ۲       | آقای فاکس شگفت‌انگیز، جزیره سگ‌ها |
| تیم برتون         | ۰       | ۲       | عروس مرده، فرنکن‌وینی |